# Clima mediterráneo
El clima mediterráneo o clima templado húmedo-seco es un subtipo de clima templado, junto con otros como los templados húmedos: subtropical húmedo y el oceánico, y los subhúmedos o monzónicos. Se caracteriza por inviernos suaves y lluviosos y veranos secos y calurosos o templados, con otoños y primaveras variables, tanto en temperaturas como en precipitaciones. El nombre lo recibe del mar Mediterráneo, área donde es típico este clima y adquiere mayor extensión geográfica, pero también está presente en otras zonas del planeta, aunque con variaciones en cuanto a la distribución de las temperaturas.
Las lluvias no suelen ser muy abundantes, aunque hay zonas donde se sobrepasan los 1000 mm. Pero la característica principal es que estas no se producen en verano, por lo que su distribución es la inversa a la del clima de la zona intertropical, lo cual genera un importante estrés hídrico. 
Las temperaturas se mantienen, en promedio, todos los meses por encima de los 20 °C pero presentan variación estacional, siempre hay meses fríos por debajo de los 18 °C y otros más cálidos que en el mediterráneo típico sobrepasan los 22 °C. 
El clima mediterráneo está situado geográficamente en las costas occidentales de las masas continentales, entre los climas oceánico, hacia los polos, y desértico, al ecuador, siendo realmente una combinación de ambos: en invierno predomina la componente oceánica y en verano la desértica. Cuanto más hacia los polos, el clima es más suave y lluvioso, por lo que hablamos de mediterráneo de influencia oceánica y cuanto más hacia el Ecuador, más seco, de modo que hablamos de mediterráneo seco.
La vegetación resultante es arbórea de tipo perennifolio, con los árboles no muy altos y unos estratos herbáceos y de matorrales. Tiene un estrato arbustivo y lianoide muy desarrollado, de herencia tropical, que enriquece el bosque y lo hace apretado y a veces incluso impenetrable. El follaje de los árboles y arbustos permanece en la planta todo el año, ahorrando así una excesiva producción de material vegetal, muy costoso de hacer por tener muchas defensas. Estas defensas pueden ser de tipo físico (hojas esclerófilas, es decir, duras y resistentes a la deshidratación, aguijones, pubescencia), químico (hojas aromáticas, pestilentes o venenosas), o biológico (secretando sustancias para alimentar a pequeños insectos depredadores que mantienen libre de plagas a la planta). Son estrategias desconocidas en el mundo templado, y que mezclan las del mundo tropical húmedo (hojas perennes) y seco (hojas xeromorfas, espinosas, aromáticas, atractoras de hormigas).
Las denominaciones típicas de las formaciones resultantes son la garriga en el mediterráneo, el chaparral en California, el fynbos en Sudáfrica y el matorral chileno en Chile. En las zonas con este clima es donde se ha desarrollado tradicionalmente la llamada trilogía mediterránea: olivo —árbol que únicamente se cultiva en zonas que presentan este patrón climático—, trigo y vid. Actualmente las zonas de clima mediterráneo son donde más desarrollada está la agricultura de regadío produciéndose gran cantidad de frutas (albaricoques, cerezas, ciruelas, limones, melocotones, naranjas, nísperos, etc.) y hortalizas (ajos, berenjenas, calabacines, cebollas, patatas, tomates, zanahorias, etc.), quedando en el secano el ya mencionado olivo junto con otras especies como algarrobos y almendros.

## Clasificación

### Mediterráneo típico (Csa)

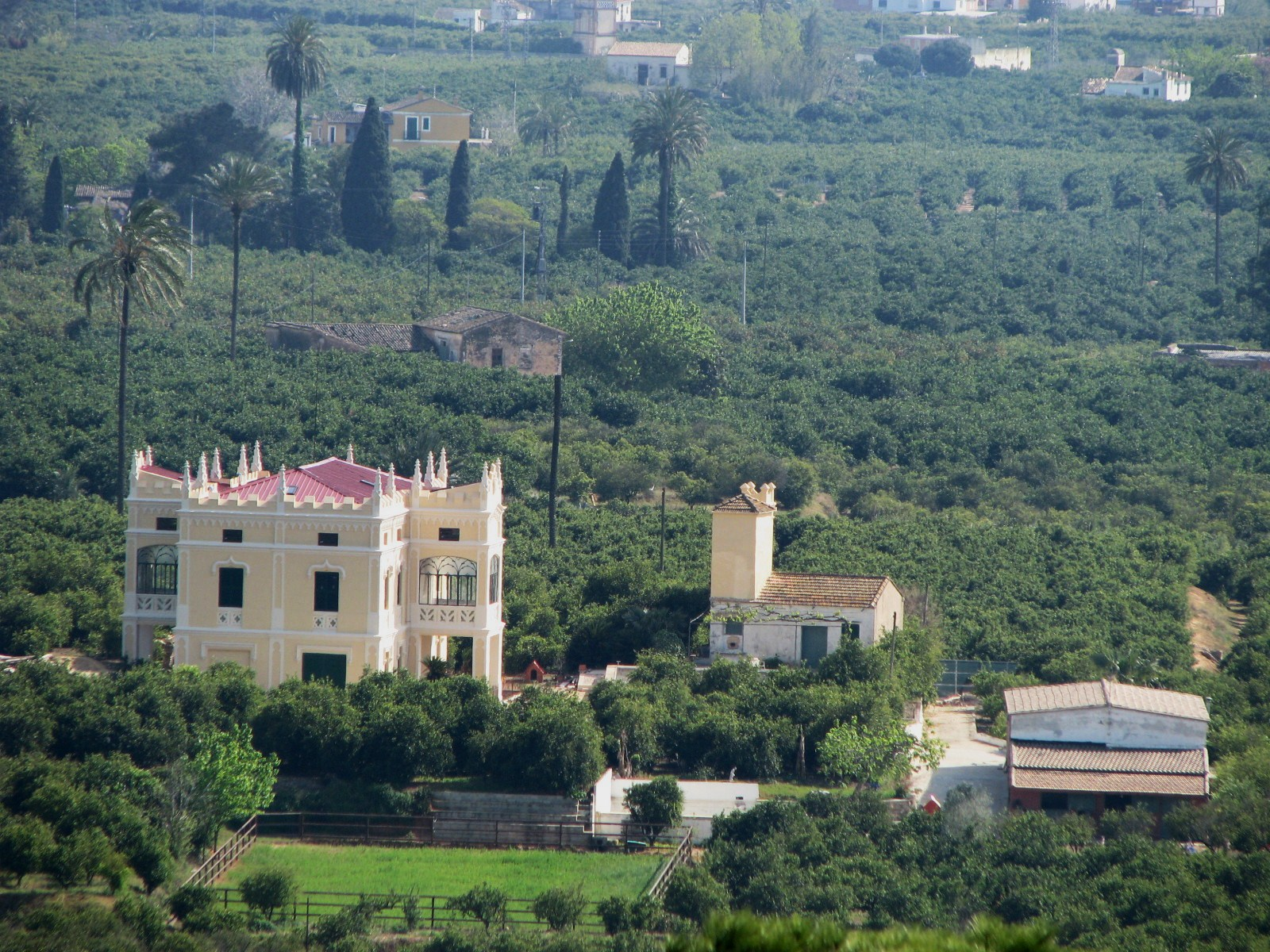
Paisaje de regadío de clima mediterráneo, huerta de naranjos en Alcira, España.

El clima mediterráneo propiamente tal, o clima mediterráneo típico, es el que se da     mayoritariamente en Australia, California, Chile, Sudáfrica y en la mayor parte de la costa mediterránea de Europa, norte de África y del Medio oriente, salvo Egipto y buena parte de Libia y Túnez donde el clima desértico llega a la costa. 
El mediterráneo típico, Csa en la clasificación climática de Köppen, se caracteriza por veranos secos y calurosos, con temperaturas medias por encima de los 22 °C e inviernos húmedos y lluviosos, con temperaturas suaves. Cuanto más frío es el mes, más lluvioso resulta, y a la inversa, cuanto más caluroso es el mes, más seco resulta, aunque no tienen por qué coincidir de forma inversa las dos distribuciones. Este patrón es el propio de las costas del sur.
En el resto de España, al estar la costa orientada al este y protegida por la meseta central el régimen de precipitaciones se ve alterado y presenta habitualmente los máximos en otoño y primavera, siendo más seco el invierno pero mucho más lluvioso que el verano, por lo que podríamos hablar de un mediterráneo típico de precipitaciones equinocciales, ya que estas se concentran en las estaciones intermedias en lugar del invierno, presentando dos máximos, uno más acusado en otoño y otro menor en primavera. Es lo que sucede en Cataluña, Baleares y buena parte de la Comunidad Valenciana. También el mes más lluvioso varía en el resto del Mediterráneo, siendo más tardío cuanto más al este, llegando a ser el máximo desde el mes de octubre al de febrero, pero con un único máximo en la gran mayoría de los casos.
| Parámetros climáticos promedio de Palma de Mallorca | Parámetros climáticos promedio de Palma de Mallorca | Parámetros climáticos promedio de Palma de Mallorca | Parámetros climáticos promedio de Palma de Mallorca | Parámetros climáticos promedio de Palma de Mallorca | Parámetros climáticos promedio de Palma de Mallorca | Parámetros climáticos promedio de Palma de Mallorca | Parámetros climáticos promedio de Palma de Mallorca | Parámetros climáticos promedio de Palma de Mallorca | Parámetros climáticos promedio de Palma de Mallorca | Parámetros climáticos promedio de Palma de Mallorca | Parámetros climáticos promedio de Palma de Mallorca | Parámetros climáticos promedio de Palma de Mallorca | Parámetros climáticos promedio de Palma de Mallorca |
| Mes                                                 | Ene.                                                | Feb.                                                | Mar.                                                | Abr.                                                | May.                                                | Jun.                                                | Jul.                                                | Ago.                                                | Sep.                                                | Oct.                                                | Nov.                                                | Dic.                                                | Anual                                               |
| --------------------------------------------------- | --------------------------------------------------- | --------------------------------------------------- | --------------------------------------------------- | --------------------------------------------------- | --------------------------------------------------- | --------------------------------------------------- | --------------------------------------------------- | --------------------------------------------------- | --------------------------------------------------- | --------------------------------------------------- | --------------------------------------------------- | --------------------------------------------------- | --------------------------------------------------- |
| Temp. máx. media (°C)                               | 15.4                                                | 15.5                                                | 17.2                                                | 19.2                                                | 22.5                                                | 26.5                                                | 29.7                                                | 29.8                                                | 27.3                                                | 23.7                                                | 19.3                                                | 16.5                                                | 21.9                                                |
| Temp. mín. media (°C)                               | 8.3                                                 | 8.4                                                 | 9.6                                                 | 11.7                                                | 15.1                                                | 18.9                                                | 21.9                                                | 22.5                                                | 19.9                                                | 16.6                                                | 12.3                                                | 9.7                                                 | 14.6                                                |
| Precipitación total (mm)                            | 36                                                  | 32                                                  | 37                                                  | 34                                                  | 27                                                  | 16                                                  | 7                                                   | 16                                                  | 48                                                  | 68                                                  | 48                                                  | 46                                                  | 421                                                 |
| [cita requerida]                                    |                                                     |                                                     |                                                     |                                                     |                                                     |                                                     |                                                     |                                                     |                                                     |                                                     |                                                     |                                                     |                                                     |

| Parámetros climáticos promedio de Beirut (Líbano) | Parámetros climáticos promedio de Beirut (Líbano) | Parámetros climáticos promedio de Beirut (Líbano) | Parámetros climáticos promedio de Beirut (Líbano) | Parámetros climáticos promedio de Beirut (Líbano) | Parámetros climáticos promedio de Beirut (Líbano) | Parámetros climáticos promedio de Beirut (Líbano) | Parámetros climáticos promedio de Beirut (Líbano) | Parámetros climáticos promedio de Beirut (Líbano) | Parámetros climáticos promedio de Beirut (Líbano) | Parámetros climáticos promedio de Beirut (Líbano) | Parámetros climáticos promedio de Beirut (Líbano) | Parámetros climáticos promedio de Beirut (Líbano) | Parámetros climáticos promedio de Beirut (Líbano) |
| Mes                                               | Ene.                                              | Feb.                                              | Mar.                                              | Abr.                                              | May.                                              | Jun.                                              | Jul.                                              | Ago.                                              | Sep.                                              | Oct.                                              | Nov.                                              | Dic.                                              | Anual                                             |
| ------------------------------------------------- | ------------------------------------------------- | ------------------------------------------------- | ------------------------------------------------- | ------------------------------------------------- | ------------------------------------------------- | ------------------------------------------------- | ------------------------------------------------- | ------------------------------------------------- | ------------------------------------------------- | ------------------------------------------------- | ------------------------------------------------- | ------------------------------------------------- | ------------------------------------------------- |
| Temp. máx. media (°C)                             | 16                                                | 16                                                | 18                                                | 21                                                | 23                                                | 26                                                | 28                                                | 29                                                | 28                                                | 26                                                | 22                                                | 17                                                | 22                                                |
| Temp. mín. media (°C)                             | 10                                                | 10                                                | 11                                                | 14                                                | 17                                                | 20                                                | 22                                                | 23                                                | 22                                                | 20                                                | 15                                                | 11                                                | 16                                                |
| Precipitación total (mm)                          | 180                                               | 150                                               | 90                                                | 50                                                | 10                                                | 2.5                                               | 0                                                 | 0                                                 | 5                                                 | 40                                                | 110                                               | 170                                               | 860                                               |
| [cita requerida]                                  |                                                   |                                                   |                                                   |                                                   |                                                   |                                                   |                                                   |                                                   |                                                   |                                                   |                                                   |                                                   |                                                   |

| Parámetros climáticos promedio de Roma (Italia) | Parámetros climáticos promedio de Roma (Italia) | Parámetros climáticos promedio de Roma (Italia) | Parámetros climáticos promedio de Roma (Italia) | Parámetros climáticos promedio de Roma (Italia) | Parámetros climáticos promedio de Roma (Italia) | Parámetros climáticos promedio de Roma (Italia) | Parámetros climáticos promedio de Roma (Italia) | Parámetros climáticos promedio de Roma (Italia) | Parámetros climáticos promedio de Roma (Italia) | Parámetros climáticos promedio de Roma (Italia) | Parámetros climáticos promedio de Roma (Italia) | Parámetros climáticos promedio de Roma (Italia) | Parámetros climáticos promedio de Roma (Italia) |
| Mes                                             | Ene.                                            | Feb.                                            | Mar.                                            | Abr.                                            | May.                                            | Jun.                                            | Jul.                                            | Ago.                                            | Sep.                                            | Oct.                                            | Nov.                                            | Dic.                                            | Anual                                           |
| ----------------------------------------------- | ----------------------------------------------- | ----------------------------------------------- | ----------------------------------------------- | ----------------------------------------------- | ----------------------------------------------- | ----------------------------------------------- | ----------------------------------------------- | ----------------------------------------------- | ----------------------------------------------- | ----------------------------------------------- | ----------------------------------------------- | ----------------------------------------------- | ----------------------------------------------- |
| Temp. máx. media (°C)                           | 11.9                                            | 13.0                                            | 15.2                                            | 17.7                                            | 22.8                                            | 26.9                                            | 30.3                                            | 30.6                                            | 26.5                                            | 21.4                                            | 15.9                                            | 12.6                                            | 20.4                                            |
| Temp. mín. media (°C)                           | 3.1                                             | 3.5                                             | 5.2                                             | 7.5                                             | 11.6                                            | 15.3                                            | 18.0                                            | 18.3                                            | 15.2                                            | 11.3                                            | 6.9                                             | 4.2                                             | 10.0                                            |
| Precipitación total (mm)                        | 66.9                                            | 73.3                                            | 57.8                                            | 80.5                                            | 52.8                                            | 34.0                                            | 19.2                                            | 36.8                                            | 73.3                                            | 113.3                                           | 115.4                                           | 81.0                                            | 804.0                                           |
| Fuente: Servicio Meteorológico                  |                                                 |                                                 |                                                 |                                                 |                                                 |                                                 |                                                 |                                                 |                                                 |                                                 |                                                 |                                                 |                                                 |

### Mediterráneo con influencia oceánica (Csb)

Viñedos del valle de Napa, en California, esta región formaría parte del mediterráneo con influencia oceánica

O simplemente clima mediterráneo oceánico, y en España clima oceánico de transición debido a su naturaleza y ubicación entre los climas oceánico y mediterráneo típico. En comparación, el clima mediterráneo Csa solamente se da en las costas mediterráneas al ser el único mar que está al este de un océano, en la costa occidental de una masa continental. En dicha costa el clima es parecido pero la oscilación térmica, al no ser ya un mar cerrado sino el océano, es mucho menor, presentando las características térmicas del clima oceánico, pero las precipitaciones del clima mediterráneo al estar entre la zona lluviosa templada y los desiertos. Es por tanto un clima con veranos más suaves y secos e inviernos lluviosos.
Según la clasificación climática de Köppen es el Csb, donde más de 4 meses tienen un promedio termal igual o mayor a 10 °C, y el promedio del mes más cálido es menor a 22 °C. Se da en la mayor parte de Portugal, las regiones españolas de Galicia, oeste de Castilla y León y norte de Navarra y, fuera de Europa, en las zonas que se sitúan entre el clima oceánico o Cfb y los climas áridos y desérticos o Bs y Bw. Son las zonas mediterráneas de altamar, la costa de California y Baja California, la costa central de Chile, las zonas de Perth y Adelaida en Australia y la franja costera sudafricana en torno a Ciudad del Cabo. En éstas la influencia oceánica da lugar a lluvias concentradas en invierno principalmente. Aun así, Australia y Sudáfrica están influidas por los ciclones tropicales, de forma que en verano pueden producirse algunas precipitaciones. También se da en la zona occidental de los estados de Oregón y Washington, en Estados Unidos, y en la zona suroccidental de Canadá. 
| Parámetros climáticos promedio de San Francisco (EE. UU..) | Parámetros climáticos promedio de San Francisco (EE. UU..) | Parámetros climáticos promedio de San Francisco (EE. UU..) | Parámetros climáticos promedio de San Francisco (EE. UU..) | Parámetros climáticos promedio de San Francisco (EE. UU..) | Parámetros climáticos promedio de San Francisco (EE. UU..) | Parámetros climáticos promedio de San Francisco (EE. UU..) | Parámetros climáticos promedio de San Francisco (EE. UU..) | Parámetros climáticos promedio de San Francisco (EE. UU..) | Parámetros climáticos promedio de San Francisco (EE. UU..) | Parámetros climáticos promedio de San Francisco (EE. UU..) | Parámetros climáticos promedio de San Francisco (EE. UU..) | Parámetros climáticos promedio de San Francisco (EE. UU..) | Parámetros climáticos promedio de San Francisco (EE. UU..) |
| Mes                                                        | Ene.                                                       | Feb.                                                       | Mar.                                                       | Abr.                                                       | May.                                                       | Jun.                                                       | Jul.                                                       | Ago.                                                       | Sep.                                                       | Oct.                                                       | Nov.                                                       | Dic.                                                       | Anual                                                      |
| ---------------------------------------------------------- | ---------------------------------------------------------- | ---------------------------------------------------------- | ---------------------------------------------------------- | ---------------------------------------------------------- | ---------------------------------------------------------- | ---------------------------------------------------------- | ---------------------------------------------------------- | ---------------------------------------------------------- | ---------------------------------------------------------- | ---------------------------------------------------------- | ---------------------------------------------------------- | ---------------------------------------------------------- | ---------------------------------------------------------- |
| Temp. máx. media (°C)                                      | 14.4                                                       | 16.2                                                       | 17.2                                                       | 17.9                                                       | 18.7                                                       | 19.9                                                       | 20.1                                                       | 20.8                                                       | 21.8                                                       | 21.3                                                       | 17.9                                                       | 14.6                                                       | 18.4                                                       |
| Temp. mín. media (°C)                                      | 7.9                                                        | 8.9                                                        | 9.5                                                        | 9.9                                                        | 10.9                                                       | 11.8                                                       | 12.6                                                       | 13.1                                                       | 13.2                                                       | 12.4                                                       | 10.4                                                       | 8.2                                                        | 10.7                                                       |
| Precipitación total (mm)                                   | 114.3                                                      | 113.0                                                      | 82.6                                                       | 37.1                                                       | 17.8                                                       | 4.1                                                        | 0.0                                                        | 1.5                                                        | 5.3                                                        | 28.4                                                       | 80.3                                                       | 115.8                                                      | 600.2                                                      |
| Fuente: NOAA (normales 1981-2010)                          |                                                            |                                                            |                                                            |                                                            |                                                            |                                                            |                                                            |                                                            |                                                            |                                                            |                                                            |                                                            |                                                            |

| Parámetros climáticos promedio de Concepción (Chile) | Parámetros climáticos promedio de Concepción (Chile) | Parámetros climáticos promedio de Concepción (Chile) | Parámetros climáticos promedio de Concepción (Chile) | Parámetros climáticos promedio de Concepción (Chile) | Parámetros climáticos promedio de Concepción (Chile) | Parámetros climáticos promedio de Concepción (Chile) | Parámetros climáticos promedio de Concepción (Chile) | Parámetros climáticos promedio de Concepción (Chile) | Parámetros climáticos promedio de Concepción (Chile) | Parámetros climáticos promedio de Concepción (Chile) | Parámetros climáticos promedio de Concepción (Chile) | Parámetros climáticos promedio de Concepción (Chile) | Parámetros climáticos promedio de Concepción (Chile) |
| Mes                                                  | Ene.                                                 | Feb.                                                 | Mar.                                                 | Abr.                                                 | May.                                                 | Jun.                                                 | Jul.                                                 | Ago.                                                 | Sep.                                                 | Oct.                                                 | Nov.                                                 | Dic.                                                 | Anual                                                |
| ---------------------------------------------------- | ---------------------------------------------------- | ---------------------------------------------------- | ---------------------------------------------------- | ---------------------------------------------------- | ---------------------------------------------------- | ---------------------------------------------------- | ---------------------------------------------------- | ---------------------------------------------------- | ---------------------------------------------------- | ---------------------------------------------------- | ---------------------------------------------------- | ---------------------------------------------------- | ---------------------------------------------------- |
| Temp. máx. media (°C)                                | 24.5                                                 | 24.0                                                 | 21.5                                                 | 18.5                                                 | 15.8                                                 | 13.5                                                 | 13.3                                                 | 13.9                                                 | 15.7                                                 | 17.9                                                 | 20.3                                                 | 22.7                                                 | 18.5                                                 |
| Temp. mín. media (°C)                                | 10.7                                                 | 10.0                                                 | 8.4                                                  | 7.5                                                  | 6.7                                                  | 6.0                                                  | 5.3                                                  | 4.9                                                  | 5.6                                                  | 6.8                                                  | 8.6                                                  | 10.2                                                 | 7.6                                                  |
| Precipitación total (mm)                             | 22                                                   | 17                                                   | 29                                                   | 68                                                   | 209                                                  | 232                                                  | 223                                                  | 163                                                  | 92                                                   | 65                                                   | 42                                                   | 28                                                   | 1190                                                 |
| Fuente: climate-data.org 5 de septiembre de 2019     |                                                      |                                                      |                                                      |                                                      |                                                      |                                                      |                                                      |                                                      |                                                      |                                                      |                                                      |                                                      |                                                      |

### Mediterráneo seco (BSh y BSk)

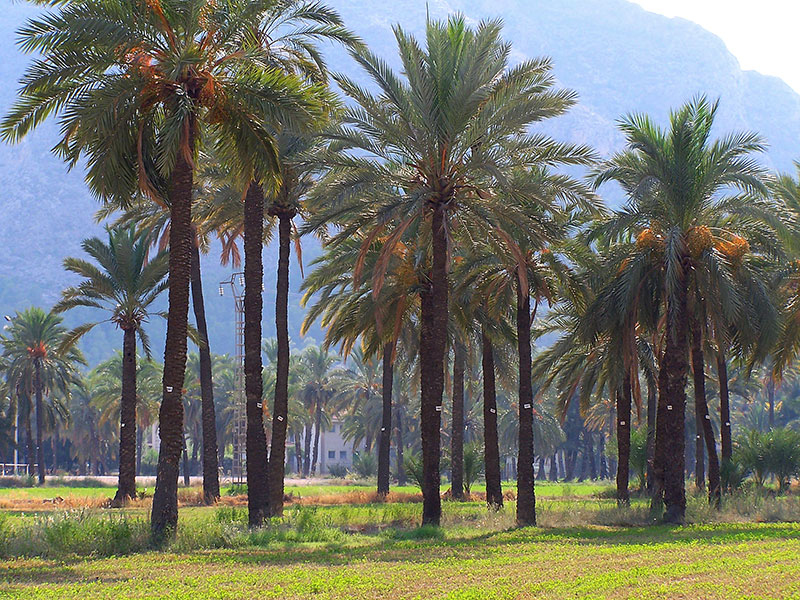
Paisaje típico de las zonas áridas. Palmeral de Orihuela, España.

El clima mediterráneo seco es el que se da como transición entre el clima mediterráneo y el desértico y se caracteriza por la aridez la mayor parte del año. En el caso de la cuenca mediterránea, donde se da el mediterráneo típico, tiene unas temperaturas invernales más cálidas que este y con menos lluvias, que oscilan entre los 200 y 400 mm concentradas en las estaciones frías o en las equinocciales, presentando en cualquier caso un verano seco y caluroso con temperaturas medias superiores a los 25 °C, máximas suaves en la costa y muy altas en zonas interiores, pudiendo sobrepasar los 45 °C en situaciones de olas de calor. En las zonas oceánicas, donde se da el mediterráneo de influencia oceánica, las temperaturas son más suaves, con menor oscilación térmica anual y diaria, si bien superan en muchos casos los 22 °C de temperatura media estival, ya que en las fachadas continentales occidentales también se da como transición entre el mediterráneo de influencia oceánica y el desértico cálido.
En España es propio de la mayor parte de las provincias de Murcia, Alicante y Almería, es decir, el sureste peninsular. También se da en áreas de Portugal, Grecia, Marruecos, Argelia, Chipre, Túnez, Libia, Siria, Jordania, Israel, Australia, Chile, México y California.
Según la clasificación climática de Köppen este clima es BSh o BSk, dependiendo de si la temperatura media anual está por encima o por debajo de los 18 °C respectivamente. Dentro de este clima podemos distinguir las mismas variantes que en el clima mediterráneo: típico, continentalizado y de influencia oceánica, dependiendo del patrón térmico que sigan.
| Parámetros climáticos promedio de Murcia (España) | Parámetros climáticos promedio de Murcia (España) | Parámetros climáticos promedio de Murcia (España) | Parámetros climáticos promedio de Murcia (España) | Parámetros climáticos promedio de Murcia (España) | Parámetros climáticos promedio de Murcia (España) | Parámetros climáticos promedio de Murcia (España) | Parámetros climáticos promedio de Murcia (España) | Parámetros climáticos promedio de Murcia (España) | Parámetros climáticos promedio de Murcia (España) | Parámetros climáticos promedio de Murcia (España) | Parámetros climáticos promedio de Murcia (España) | Parámetros climáticos promedio de Murcia (España) | Parámetros climáticos promedio de Murcia (España) |
| Mes                                               | Ene.                                              | Feb.                                              | Mar.                                              | Abr.                                              | May.                                              | Jun.                                              | Jul.                                              | Ago.                                              | Sep.                                              | Oct.                                              | Nov.                                              | Dic.                                              | Anual                                             |
| ------------------------------------------------- | ------------------------------------------------- | ------------------------------------------------- | ------------------------------------------------- | ------------------------------------------------- | ------------------------------------------------- | ------------------------------------------------- | ------------------------------------------------- | ------------------------------------------------- | ------------------------------------------------- | ------------------------------------------------- | ------------------------------------------------- | ------------------------------------------------- | ------------------------------------------------- |
| Temp. máx. media (°C)                             | 16.6                                              | 18.4                                              | 20.9                                              | 23.3                                              | 26.6                                              | 31.0                                              | 34.0                                              | 34.2                                              | 30.4                                              | 25.6                                              | 20.3                                              | 17.2                                              | 24.9                                              |
| Temp. mín. media (°C)                             | 4.7                                               | 5.9                                               | 7.7                                               | 9.7                                               | 13.3                                              | 17.4                                              | 20.3                                              | 20.9                                              | 18.0                                              | 13.9                                              | 8.9                                               | 5.8                                               | 12.3                                              |
| Precipitación total (mm)                          | 26.2                                              | 28.2                                              | 30.7                                              | 24.7                                              | 28.2                                              | 17.6                                              | 2.2                                               | 10.1                                              | 29.3                                              | 34.4                                              | 33.3                                              | 24.6                                              | 289.5                                             |
| [cita requerida]                                  |                                                   |                                                   |                                                   |                                                   |                                                   |                                                   |                                                   |                                                   |                                                   |                                                   |                                                   |                                                   |                                                   |

| Parámetros climáticos promedio de Los Ángeles (Centro - campus de USC) | Parámetros climáticos promedio de Los Ángeles (Centro - campus de USC) | Parámetros climáticos promedio de Los Ángeles (Centro - campus de USC) | Parámetros climáticos promedio de Los Ángeles (Centro - campus de USC) | Parámetros climáticos promedio de Los Ángeles (Centro - campus de USC) | Parámetros climáticos promedio de Los Ángeles (Centro - campus de USC) | Parámetros climáticos promedio de Los Ángeles (Centro - campus de USC) | Parámetros climáticos promedio de Los Ángeles (Centro - campus de USC) | Parámetros climáticos promedio de Los Ángeles (Centro - campus de USC) | Parámetros climáticos promedio de Los Ángeles (Centro - campus de USC) | Parámetros climáticos promedio de Los Ángeles (Centro - campus de USC) | Parámetros climáticos promedio de Los Ángeles (Centro - campus de USC) | Parámetros climáticos promedio de Los Ángeles (Centro - campus de USC) | Parámetros climáticos promedio de Los Ángeles (Centro - campus de USC) |
| Mes                                                                    | Ene.                                                                   | Feb.                                                                   | Mar.                                                                   | Abr.                                                                   | May.                                                                   | Jun.                                                                   | Jul.                                                                   | Ago.                                                                   | Sep.                                                                   | Oct.                                                                   | Nov.                                                                   | Dic.                                                                   | Anual                                                                  |
| ---------------------------------------------------------------------- | ---------------------------------------------------------------------- | ---------------------------------------------------------------------- | ---------------------------------------------------------------------- | ---------------------------------------------------------------------- | ---------------------------------------------------------------------- | ---------------------------------------------------------------------- | ---------------------------------------------------------------------- | ---------------------------------------------------------------------- | ---------------------------------------------------------------------- | ---------------------------------------------------------------------- | ---------------------------------------------------------------------- | ---------------------------------------------------------------------- | ---------------------------------------------------------------------- |
| Temp. máx. media (°C)                                                  | 20.1                                                                   | 20.3                                                                   | 21.2                                                                   | 22.6                                                                   | 23.6                                                                   | 25.6                                                                   | 28.4                                                                   | 29.1                                                                   | 28.4                                                                   | 25.8                                                                   | 22.7                                                                   | 19.8                                                                   | 24                                                                     |
| Temp. mín. media (°C)                                                  | 8.8                                                                    | 9.6                                                                    | 10.6                                                                   | 11.9                                                                   | 13.9                                                                   | 15.7                                                                   | 17.6                                                                   | 17.8                                                                   | 17.3                                                                   | 14.8                                                                   | 11.1                                                                   | 8.6                                                                    | 13.1                                                                   |
| Lluvias (mm)                                                           | 84.6                                                                   | 93.5                                                                   | 79.8                                                                   | 21.1                                                                   | 7.9                                                                    | 1.5                                                                    | 0.3                                                                    | 3.3                                                                    | 8.1                                                                    | 9.4                                                                    | 26.7                                                                   | 48.5                                                                   | 384.6                                                                  |
| Fuente n.º 1: NOAA                                                     |                                                                        |                                                                        |                                                                        |                                                                        |                                                                        |                                                                        |                                                                        |                                                                        |                                                                        |                                                                        |                                                                        |                                                                        |                                                                        |
| Fuente n.º 2: Weather.com (extremas)                                   |                                                                        |                                                                        |                                                                        |                                                                        |                                                                        |                                                                        |                                                                        |                                                                        |                                                                        |                                                                        |                                                                        |                                                                        |                                                                        |

| Parámetros climáticos promedio de Almería (aeropuerto 21m) 1981-2010 | Parámetros climáticos promedio de Almería (aeropuerto 21m) 1981-2010 | Parámetros climáticos promedio de Almería (aeropuerto 21m) 1981-2010 | Parámetros climáticos promedio de Almería (aeropuerto 21m) 1981-2010 | Parámetros climáticos promedio de Almería (aeropuerto 21m) 1981-2010 | Parámetros climáticos promedio de Almería (aeropuerto 21m) 1981-2010 | Parámetros climáticos promedio de Almería (aeropuerto 21m) 1981-2010 | Parámetros climáticos promedio de Almería (aeropuerto 21m) 1981-2010 | Parámetros climáticos promedio de Almería (aeropuerto 21m) 1981-2010 | Parámetros climáticos promedio de Almería (aeropuerto 21m) 1981-2010 | Parámetros climáticos promedio de Almería (aeropuerto 21m) 1981-2010 | Parámetros climáticos promedio de Almería (aeropuerto 21m) 1981-2010 | Parámetros climáticos promedio de Almería (aeropuerto 21m) 1981-2010 | Parámetros climáticos promedio de Almería (aeropuerto 21m) 1981-2010 |
| Mes                                                                  | Ene.                                                                 | Feb.                                                                 | Mar.                                                                 | Abr.                                                                 | May.                                                                 | Jun.                                                                 | Jul.                                                                 | Ago.                                                                 | Sep.                                                                 | Oct.                                                                 | Nov.                                                                 | Dic.                                                                 | Anual                                                                |
| -------------------------------------------------------------------- | -------------------------------------------------------------------- | -------------------------------------------------------------------- | -------------------------------------------------------------------- | -------------------------------------------------------------------- | -------------------------------------------------------------------- | -------------------------------------------------------------------- | -------------------------------------------------------------------- | -------------------------------------------------------------------- | -------------------------------------------------------------------- | -------------------------------------------------------------------- | -------------------------------------------------------------------- | -------------------------------------------------------------------- | -------------------------------------------------------------------- |
| Temp. máx. media (°C)                                                | 16.9                                                                 | 17.6                                                                 | 19.6                                                                 | 21.4                                                                 | 24.1                                                                 | 27.9                                                                 | 30.5                                                                 | 31.0                                                                 | 28.4                                                                 | 24.5                                                                 | 20.5                                                                 | 17.9                                                                 | 23.4                                                                 |
| Temp. media (°C)                                                     | 12.6                                                                 | 13.3                                                                 | 15.1                                                                 | 17.0                                                                 | 19.7                                                                 | 23.5                                                                 | 26.1                                                                 | 26.7                                                                 | 24.2                                                                 | 20.4                                                                 | 16.4                                                                 | 13.8                                                                 | 19.1                                                                 |
| Temp. mín. media (°C)                                                | 8.3                                                                  | 9.0                                                                  | 10.6                                                                 | 12.5                                                                 | 15.3                                                                 | 18.9                                                                 | 21.7                                                                 | 22.4                                                                 | 20.0                                                                 | 16.3                                                                 | 12.3                                                                 | 9.6                                                                  | 14.7                                                                 |
| Precipitación total (mm)                                             | 24                                                                   | 25                                                                   | 16                                                                   | 17                                                                   | 12                                                                   | 5                                                                    | 1                                                                    | 1                                                                    | 14                                                                   | 27                                                                   | 28                                                                   | 30                                                                   | 200                                                                  |
| Fuente: Agencia Estatal de Meteorología                              |                                                                      |                                                                      |                                                                      |                                                                      |                                                                      |                                                                      |                                                                      |                                                                      |                                                                      |                                                                      |                                                                      |                                                                      |                                                                      |

### Mediterráneo continentalizado

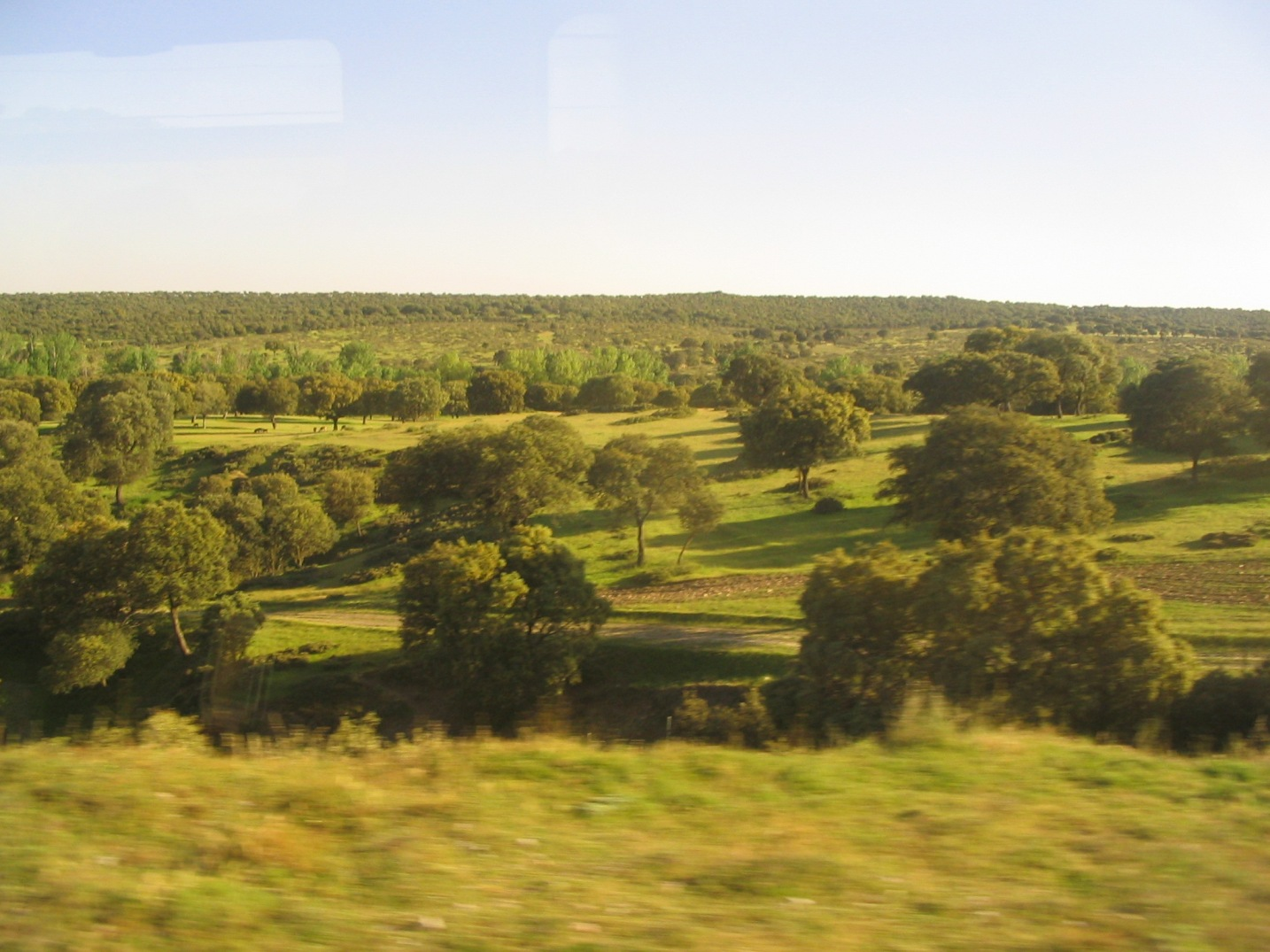
Monte de El Pardo (Madrid), un paisaje propio del clima mediterráneo continentalizado.

Distribución potencial del olivo en la cuenca del Mediterráneo (Oteros, 2014). Su límite se ha mantenido estable durante miles de años y sirve para delimitar las zonas de clima mediterráneo.

El clima mediterráneo, al no ser de precipitaciones constantes, varía bastante en cuanto se aleja de la costa ya que el aire presenta menor grado de humedad, de modo que adquiere elementos del clima continental, con amplitudes térmicas pronunciadas tanto diarias como anuales. Se pueden dar desde inviernos suaves y veranos muy calurosos hasta inviernos fríos y veranos suaves, en este último caso con heladas y precipitaciones en forma de nieve.
La continentalidad de las temperaturas en el Mediterráneo es gradual de la costa hacia el interior, de modo que no se puede llegar a hablar nunca de un clima continental, sino de un mediterráneo que se ve alterado por el relieve y la altura. En los valles mediterráneos de escasa altura se alcanzan las temperaturas más altas de Europa en verano.
Las precipitaciones se distribuyen de igual modo que las zonas costeras próximas, si bien la orografía causa muchas veces una disminución de estas al estar al resguardo de los vientos húmedos marítimos que provocan lluvias, detenidas estas por las montañas que son las causantes, a su vez, de la continentalidad térmica.
El clima mediterráneo continentalizado se da en el interior de España, Italia, Chipre, Turquía. Líbano e Israel y fuera de la cuenca mediterránea en Uzbekistán y en las zonas interiores de Chile, California y Oregón.
| Parámetros climáticos promedio de Madrid-Barajas (España) | Parámetros climáticos promedio de Madrid-Barajas (España) | Parámetros climáticos promedio de Madrid-Barajas (España) | Parámetros climáticos promedio de Madrid-Barajas (España) | Parámetros climáticos promedio de Madrid-Barajas (España) | Parámetros climáticos promedio de Madrid-Barajas (España) | Parámetros climáticos promedio de Madrid-Barajas (España) | Parámetros climáticos promedio de Madrid-Barajas (España) | Parámetros climáticos promedio de Madrid-Barajas (España) | Parámetros climáticos promedio de Madrid-Barajas (España) | Parámetros climáticos promedio de Madrid-Barajas (España) | Parámetros climáticos promedio de Madrid-Barajas (España) | Parámetros climáticos promedio de Madrid-Barajas (España) | Parámetros climáticos promedio de Madrid-Barajas (España) |
| Mes                                                       | Ene.                                                      | Feb.                                                      | Mar.                                                      | Abr.                                                      | May.                                                      | Jun.                                                      | Jul.                                                      | Ago.                                                      | Sep.                                                      | Oct.                                                      | Nov.                                                      | Dic.                                                      | Anual                                                     |
| --------------------------------------------------------- | --------------------------------------------------------- | --------------------------------------------------------- | --------------------------------------------------------- | --------------------------------------------------------- | --------------------------------------------------------- | --------------------------------------------------------- | --------------------------------------------------------- | --------------------------------------------------------- | --------------------------------------------------------- | --------------------------------------------------------- | --------------------------------------------------------- | --------------------------------------------------------- | --------------------------------------------------------- |
| Temp. máx. media (°C)                                     | 10.7                                                      | 13                                                        | 17.0                                                      | 18.7                                                      | 23.1                                                      | 29.5                                                      | 33.5                                                      | 32.8                                                      | 27.9                                                      | 21                                                        | 14.8                                                      | 10.9                                                      | 21.1                                                      |
| Temp. mín. media (°C)                                     | 0.2                                                       | 1.2                                                       | 3.5                                                       | 5.7                                                       | 9.3                                                       | 13.9                                                      | 16.8                                                      | 16.5                                                      | 13.1                                                      | 8.7                                                       | 4.1                                                       | 1.4                                                       | 7.9                                                       |
| Precipitación total (mm)                                  | 29                                                        | 32                                                        | 22                                                        | 38                                                        | 44                                                        | 22                                                        | 9                                                         | 10                                                        | 24                                                        | 51                                                        | 49                                                        | 42                                                        | 371                                                       |
| Fuente: AEMET (España)                                    |                                                           |                                                           |                                                           |                                                           |                                                           |                                                           |                                                           |                                                           |                                                           |                                                           |                                                           |                                                           |                                                           |

| Parámetros climáticos promedio de Nicosia (Chipre) | Parámetros climáticos promedio de Nicosia (Chipre) | Parámetros climáticos promedio de Nicosia (Chipre) | Parámetros climáticos promedio de Nicosia (Chipre) | Parámetros climáticos promedio de Nicosia (Chipre) | Parámetros climáticos promedio de Nicosia (Chipre) | Parámetros climáticos promedio de Nicosia (Chipre) | Parámetros climáticos promedio de Nicosia (Chipre) | Parámetros climáticos promedio de Nicosia (Chipre) | Parámetros climáticos promedio de Nicosia (Chipre) | Parámetros climáticos promedio de Nicosia (Chipre) | Parámetros climáticos promedio de Nicosia (Chipre) | Parámetros climáticos promedio de Nicosia (Chipre) | Parámetros climáticos promedio de Nicosia (Chipre) |
| Mes                                                | Ene.                                               | Feb.                                               | Mar.                                               | Abr.                                               | May.                                               | Jun.                                               | Jul.                                               | Ago.                                               | Sep.                                               | Oct.                                               | Nov.                                               | Dic.                                               | Anual                                              |
| -------------------------------------------------- | -------------------------------------------------- | -------------------------------------------------- | -------------------------------------------------- | -------------------------------------------------- | -------------------------------------------------- | -------------------------------------------------- | -------------------------------------------------- | -------------------------------------------------- | -------------------------------------------------- | -------------------------------------------------- | -------------------------------------------------- | -------------------------------------------------- | -------------------------------------------------- |
| Temp. máx. media (°C)                              | 15.5                                               | 15.9                                               | 19.2                                               | 24.0                                               | 29.7                                               | 34.3                                               | 37.2                                               | 36.9                                               | 33.5                                               | 29.0                                               | 22.1                                               | 17.0                                               | 26.2                                               |
| Temp. mín. media (°C)                              | 5.7                                                | 5.2                                                | 7.0                                                | 10.2                                               | 14.8                                               | 19.4                                               | 22.2                                               | 21.9                                               | 18.8                                               | 15.6                                               | 10.4                                               | 7.1                                                | 13.2                                               |
| Precipitación total (mm)                           | 54.7                                               | 41.6                                               | 28.3                                               | 19.9                                               | 23.5                                               | 17.6                                               | 5.8                                                | 1.3                                                | 11.7                                               | 17.4                                               | 54.6                                               | 65.8                                               | 342.2                                              |
| Fuente: Servicio Meteorológico (Chipre)            |                                                    |                                                    |                                                    |                                                    |                                                    |                                                    |                                                    |                                                    |                                                    |                                                    |                                                    |                                                    |                                                    |

### Mediterráneo subalpino (Csc)
Según la clasificación de Köppen, entre 1 y 4 meses con promedio igual o mayor a 10 °C. Es un clima subalpino, frío, situado en latitudes medias casi subpolares y encontrado en pequeñas áreas de los Andes australes, en Chile y Argentina. Está ubicado a una altura intermedia entre el clima mediterráneo Csb y el alpino ETH. También se encontró en el volcán Haleakala (Hawái).

### Clima ecuatorial de montaña (Csbi)

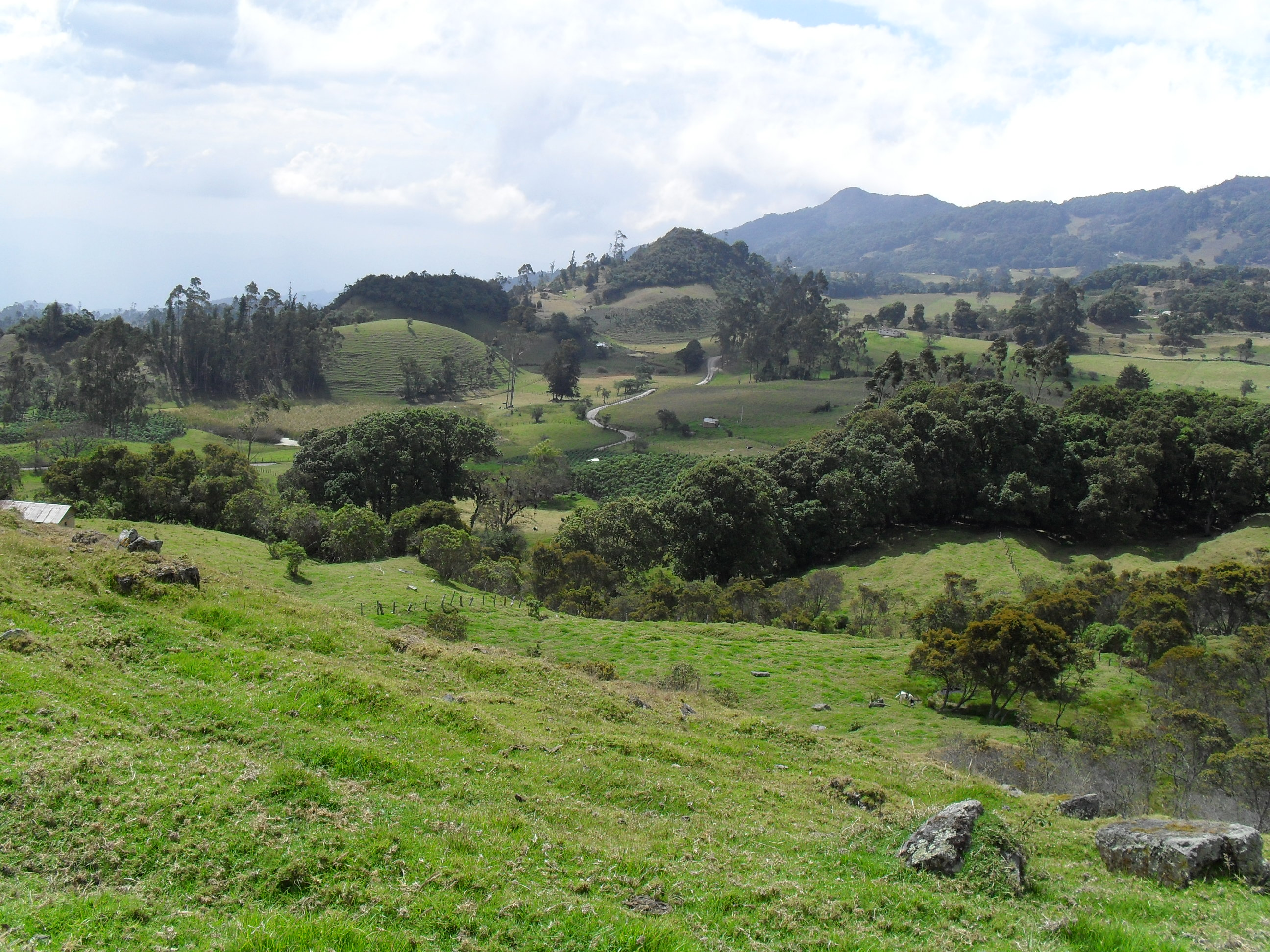
Altiplano cundiboyacense, Colombia, a unos 2800 m s. n. m.

Es un clima tropical de montaña (clima de montaña de latitudes tropicales), es similar al clima templado subhúmedo (Cwb) y es un clima isotérmico (Csb + i), pues posee mínima oscilación térmica anual. Ocurre en zonas de altitud como las cordilleras y valles interandinos de Colombia, sierra de Ecuador y zonas montañosas de Etiopía, Kenia, Ruanda, Tanzania y Camerún. Este clima ha sido llamado «clima tropical de montaña con lluvia y sequía moderadas», y conjuntamente con el clima templado húmedo (Cfb) constituye el denominado clima húmedo de tierras templadas y frías. Este clima ha sido tratado ocasionalmente como mediterráneo oceánico a secas Csb, sin embargo, técnicamente ni es mediterráneo, ya que no se encuentra en latitudes subtropicales, no limita con desiertos, ni es oceánico por estar alejado de las costas, pues aquí la humedad no tiene origen marítimo sino que procede de la selva ecuatorial. Hay climatólogos que consideran que este clima no debería clasificarse como «C» del sistema de Köppen, sino que debería poseer su propia categoría asociado al clima tropical, mientras que otros lo incluyen como clima de montaña.
La vegetación típica es la sabana arbolada y el bosque de montaña, y los períodos estacionales no son térmicos sino hídricos, pues la diferencia entre el mes más cálido con el mes más frío es frecuentemente de 1 °C. Como zona ecuatorial, hay doble culminación cenital anual del Sol, la Zona de convergencia intertropical (ZCIT) se presenta dos veces anuales análogamente, por lo que con frecuencia se trata de un clima bimodal con dos picos lluviosos al año, produciendo cuatro estaciones: dos lluviosas (otoño y primavera) y dos relativamente secas (especialmente el verano). La humedad disminuye con la altura: la cantidad anual de lluvia se reduce 100 mm cada 100 metros de altitud. Finalmente se puede observar la ubicación particular de estas regiones montañosas, las cuales se encuentran justo al norte del ecuador terrestre, pero al sur del ecuador meteorológico, lo que aunado a la muy baja oscilación térmica anual, determina que definir invierno y verano puede resultar especulativo (al igual que en climas Cfbi y Cwbi), tal como ocurre cuando se hace la diferencia entre los climas tropicales Aw y As.
Presión barométrica: 1024 hPa

| Parámetros climáticos promedio de Tunja (2800 m s. n. m.). Medias y extremas: 1999-2011 | Parámetros climáticos promedio de Tunja (2800 m s. n. m.). Medias y extremas: 1999-2011 | Parámetros climáticos promedio de Tunja (2800 m s. n. m.). Medias y extremas: 1999-2011 | Parámetros climáticos promedio de Tunja (2800 m s. n. m.). Medias y extremas: 1999-2011 | Parámetros climáticos promedio de Tunja (2800 m s. n. m.). Medias y extremas: 1999-2011 | Parámetros climáticos promedio de Tunja (2800 m s. n. m.). Medias y extremas: 1999-2011 | Parámetros climáticos promedio de Tunja (2800 m s. n. m.). Medias y extremas: 1999-2011 | Parámetros climáticos promedio de Tunja (2800 m s. n. m.). Medias y extremas: 1999-2011 | Parámetros climáticos promedio de Tunja (2800 m s. n. m.). Medias y extremas: 1999-2011 | Parámetros climáticos promedio de Tunja (2800 m s. n. m.). Medias y extremas: 1999-2011 | Parámetros climáticos promedio de Tunja (2800 m s. n. m.). Medias y extremas: 1999-2011 | Parámetros climáticos promedio de Tunja (2800 m s. n. m.). Medias y extremas: 1999-2011 | Parámetros climáticos promedio de Tunja (2800 m s. n. m.). Medias y extremas: 1999-2011 | Parámetros climáticos promedio de Tunja (2800 m s. n. m.). Medias y extremas: 1999-2011 |
| Mes                                                                                     | Ene.                                                                                    | Feb.                                                                                    | Mar.                                                                                    | Abr.                                                                                    | May.                                                                                    | Jun.                                                                                    | Jul.                                                                                    | Ago.                                                                                    | Sep.                                                                                    | Oct.                                                                                    | Nov.                                                                                    | Dic.                                                                                    | Anual                                                                                   |
| --------------------------------------------------------------------------------------- | --------------------------------------------------------------------------------------- | --------------------------------------------------------------------------------------- | --------------------------------------------------------------------------------------- | --------------------------------------------------------------------------------------- | --------------------------------------------------------------------------------------- | --------------------------------------------------------------------------------------- | --------------------------------------------------------------------------------------- | --------------------------------------------------------------------------------------- | --------------------------------------------------------------------------------------- | --------------------------------------------------------------------------------------- | --------------------------------------------------------------------------------------- | --------------------------------------------------------------------------------------- | --------------------------------------------------------------------------------------- |
| Temp. máx. abs. (°C)                                                                    | 23.6                                                                                    | 23.9                                                                                    | 25.2                                                                                    | 24.4                                                                                    | 22.2                                                                                    | 20.9                                                                                    | 20.6                                                                                    | 21.8                                                                                    | 23.4                                                                                    | 22.3                                                                                    | 22.4                                                                                    | 23.8                                                                                    | 25.2                                                                                    |
| Temp. máx. media (°C)                                                                   | 19.0                                                                                    | 19.4                                                                                    | 19.2                                                                                    | 18.4                                                                                    | 17.3                                                                                    | 16.3                                                                                    | 16.0                                                                                    | 16.4                                                                                    | 17.2                                                                                    | 17.8                                                                                    | 18.1                                                                                    | 18.2                                                                                    | 17.8                                                                                    |
| Temp. media (°C)                                                                        | 12.9                                                                                    | 13.3                                                                                    | 13.6                                                                                    | 13.6                                                                                    | 13.2                                                                                    | 12.4                                                                                    | 11.9                                                                                    | 12.1                                                                                    | 12.5                                                                                    | 13.0                                                                                    | 13.2                                                                                    | 12.8                                                                                    | 12.9                                                                                    |
| Temp. mín. media (°C)                                                                   | 7.1                                                                                     | 7.9                                                                                     | 8.9                                                                                     | 9.6                                                                                     | 9.6                                                                                     | 9.0                                                                                     | 8.3                                                                                     | 8.2                                                                                     | 8.1                                                                                     | 8.7                                                                                     | 8.9                                                                                     | 7.7                                                                                     | 8.5                                                                                     |
| Temp. mín. abs. (°C)                                                                    | 0.2                                                                                     | -1.1                                                                                    | 2.1                                                                                     | 4.4                                                                                     | 4.6                                                                                     | 2.2                                                                                     | 1.8                                                                                     | 2.0                                                                                     | 1.4                                                                                     | 3.2                                                                                     | 0.5                                                                                     | -0.3                                                                                    | -1.1                                                                                    |
| Lluvias (mm)                                                                            | 14.9                                                                                    | 26.8                                                                                    | 53.9                                                                                    | 77.7                                                                                    | 84.6                                                                                    | 56.4                                                                                    | 44.9                                                                                    | 43.1                                                                                    | 52.0                                                                                    | 88.9                                                                                    | 69.9                                                                                    | 31.5                                                                                    | 644.6                                                                                   |
| Días de lluvias (≥ 1 mm)                                                                | 5                                                                                       | 8                                                                                       | 13                                                                                      | 17                                                                                      | 19                                                                                      | 18                                                                                      | 18                                                                                      | 19                                                                                      | 17                                                                                      | 18                                                                                      | 16                                                                                      | 9                                                                                       | 177                                                                                     |
| Horas de sol                                                                            | 221.8                                                                                   | 186.1                                                                                   | 173.3                                                                                   | 142.6                                                                                   | 140.5                                                                                   | 130.8                                                                                   | 148.1                                                                                   | 150.8                                                                                   | 151.0                                                                                   | 152.6                                                                                   | 161.6                                                                                   | 202.9                                                                                   | 1962.1                                                                                  |
| Humedad relativa (%)                                                                    | 77                                                                                      | 75                                                                                      | 77                                                                                      | 80                                                                                      | 82                                                                                      | 84                                                                                      | 83                                                                                      | 82                                                                                      | 80                                                                                      | 80                                                                                      | 80                                                                                      | 80                                                                                      | 78                                                                                      |
| Fuente: Instituto de Hidrografía, Meteorología y Medio Ambiente de Colombia             |                                                                                         |                                                                                         |                                                                                         |                                                                                         |                                                                                         |                                                                                         |                                                                                         |                                                                                         |                                                                                         |                                                                                         |                                                                                         |                                                                                         |                                                                                         |

## Flora mediterránea

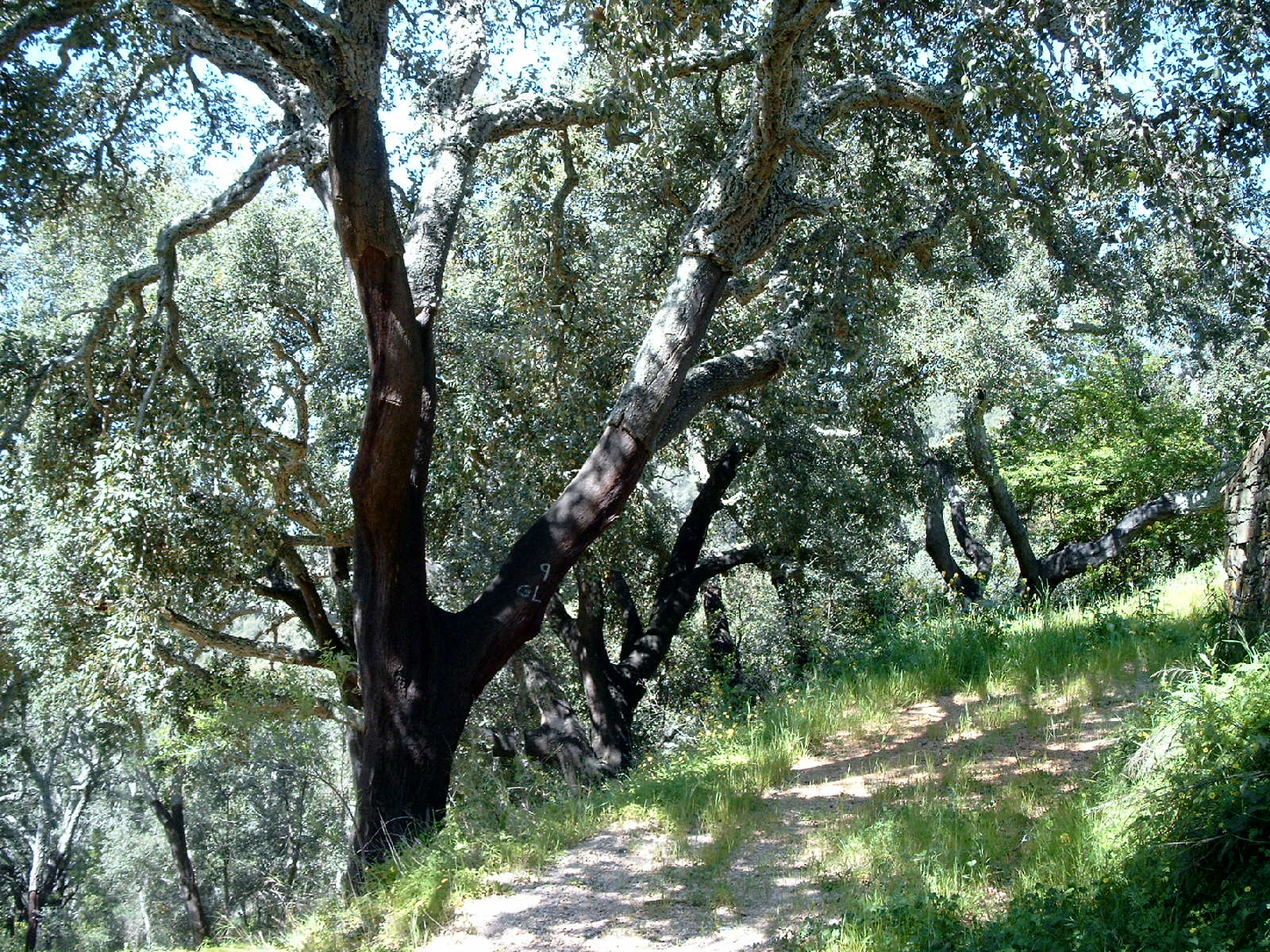
El alcornoque es un árbol típico mediterráneo.

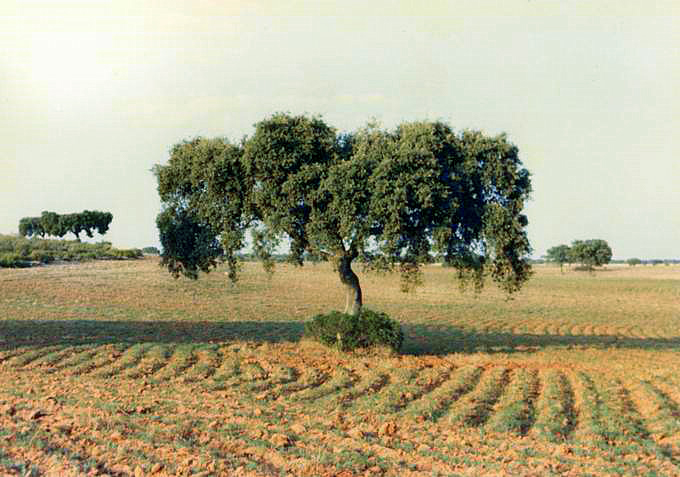
La encina es un típico árbol de clima mediterráneo continental, soporta tanto temperaturas superiores a 40 °C como fuertes nevadas y heladas. Destaca en España.

Muchos de los acontecimientos históricos, tanto geológicos como climáticos, han determinado la distribución y riqueza actual de la flora mediterránea. Cada una de las diferentes áreas mediterráneas del mundo ha tenido su pasado peculiar, pero se puede decir que la evolución de la flora ha sido desde el principio separada en dos grandes áreas: las tierras del hemisferio sur y las tierras del hemisferio norte.
Así, Australia, Sudáfrica y Sudamérica presentan muchas plantas próximas, que derivan de una flora pretérita única que poblaba Gondwana. Familias enteras de plantas tienen una repartición eminentemente austral (Proteáceas, Podocarpáceas, Ericáceas, Restionáceas, Mirtáceas, etc.) con gran diversidad de géneros y de especies que son endémicos de cada continente. Esto es así debido al relativo aislamiento que han padecido estas tierras separadas de golpe hace tantos millones de años (aislamiento sólo roto por algunos fenómenos migratorios transoceánicos y por la conexión ahora hace 5 millones de años de las dos Américas), hecho que ha promovido una fuerte especiación y ancianidad de la flora (un ejemplo de esto es la repartición de los géneros de coníferas, pues encontramos los representantes más antiguos como Podocarpus, Araucaria, Welwitschia, Fitzroya o Larix americano en áreas australes, y los más nuevos como Pinus, Abies, Picea, Larix en áreas boreales). También es muy sintomático que la familia de plantas en flor (angiospermas) más arcaica esté confinada al hemisferio sur (Winteráceas).
En cambio, Norteamérica, Europa y Asia son profundamente diferentes. De hecho, las cosas que tienen en común son más bien la ausencia que la presencia de grupos afines (carecen de familias tropicales y australes). Asia concentra los representantes más arcaicos de la flora boreal (siguiendo el ejemplo puesto de las coníferas, géneros paleoendémicos como Ginkgo, Ephedra, Cryptomeria, Metasequoia, etc.). También es el centro de máxima diversidad de muchos géneros y familias repartidos por el hemisferio norte como Fagus, Cupressus, Taxus, Magnolia (que por otro lado es miembro de la familia de angiospermas más primitiva del hemisferio norte). De hecho, se piensa que Asia ha sido uno de los principales puntos de especiación de la flora boreal, y donde el efecto de las últimas glaciaciones fue más atenuado.
Norteamérica y Europa han tenido una historia reciente que ha marcado profundamente la vegetación actual. La flora terciaria, esplendorosamente selvática, sucumbió a las glaciaciones, dejando paso a los elementos más septentrionales de la flora, adaptados al frío y la nieve. Pero a pesar de todo, aun cuando se puede decir que la dureza y tenacidad del mal tiempo fue equiparable en ambos continentes, la suerte que padecieron sus plantas fue diferente.
Norteamérica, dado el movimiento horizontal de sus placas tectónicas, tiene una orogenia en sentido norte-sur, siguiendo los meridianos de la Tierra. Esto permitió el desplazamiento latitudinal de su flora en áreas refugio que se encontraban a más o menos altura, y preservó de la extinción a numerosas especies. 
Europa, dado el movimiento vertical de sus placas tectónicas, tiene una orogenia en sentido este-oeste, que va siguiendo los paralelos de la Tierra. Esto interrumpió el desplazamiento latitudinal de su flora, aislándola en lugares minúsculos relícticos (donde las glaciaciones no tenían tanto efecto por razones microclimáticas), dando lugar a la extinción de numerosas especies.
Un ejemplo de la consecuencia final de todo esto es que existen casi el doble de especies de los géneros Quercus y Pinus en la pequeña área californiana mediterránea (de unos 150 000 km²) que en toda Europa (de unos 6 millones de km²), donde se mezclan climas tan diversos como el mediterráneo, el templado o el boreal.

### Adaptaciones morfológicas y fisiológicas de las plantas mediterráneas

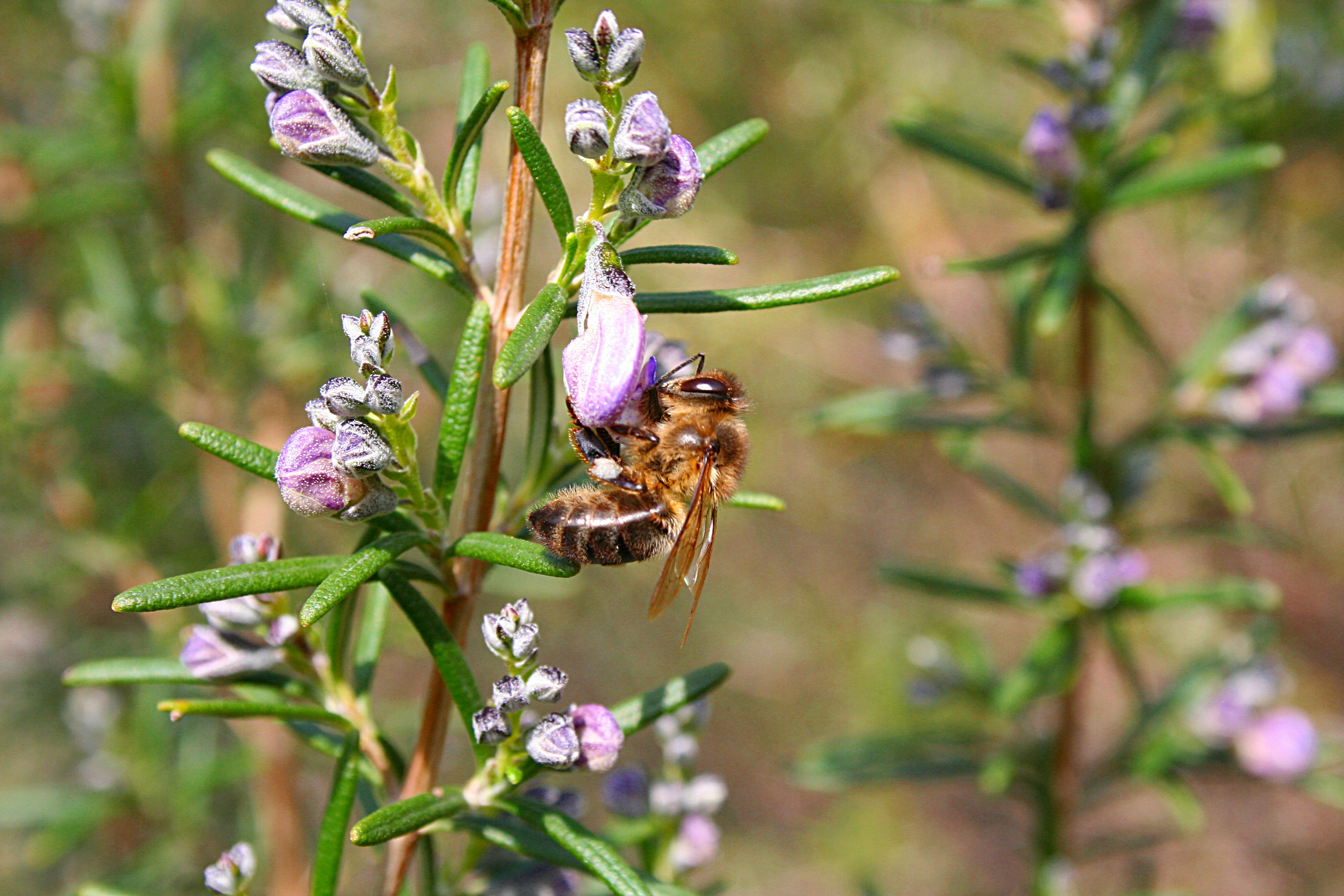
El romero es una planta adaptada al clima mediterráneo.

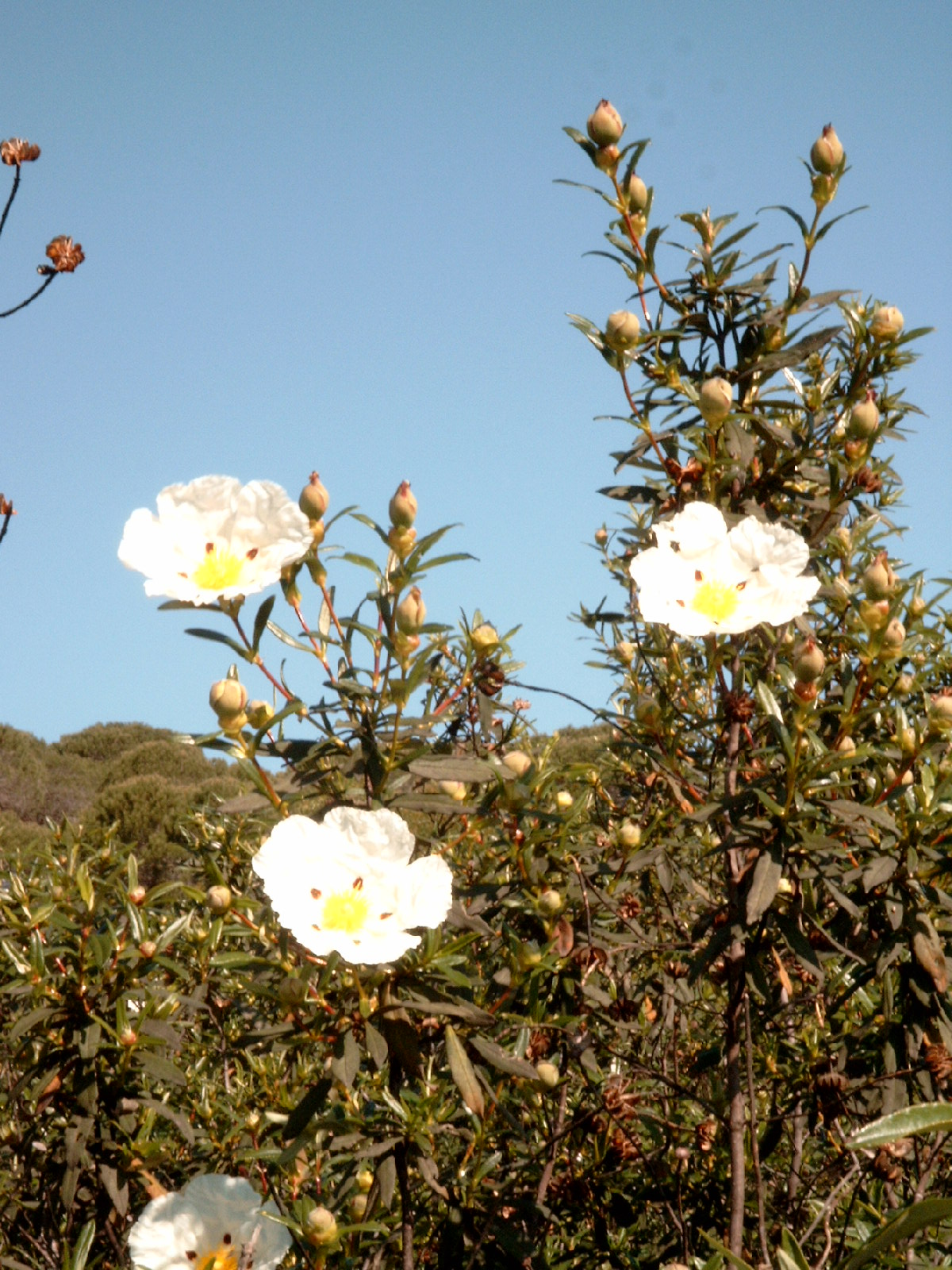
La jara pringosa es una especie adaptada a la sequía estival de este clima que ha desarrollado unas hojas especiales para recoger el agua de la evaporación.

El clima Mediterráneo presenta unas restricciones acusadas para la vida durante la época estival. La carencia de precipitaciones, conjuntamente con las elevadas temperaturas producen unas condiciones de gran demanda de agua para las plantas. 
El potencial de evaporación que presenta la atmósfera es muy elevado. Cualquier planta que no tenga ningún mecanismo para retener el agua que contienen los vasos conductores de la planta provenientes de las raíces enseguida quedaría mustia y desecada. Por ello, todas las plantas, no solo las mediterráneas, tienen unas compuertas que se abren y cierran denominadas estomas, y que se encuentran en todas las hojas. Son las bocas por donde la planta transpira al fotosintetizar de día, y respira por la noche (cuando no hay luz).
Estas compuertas, en el caso del clima mediterráneo, están muy bien reguladas y protegidas del excesivo calor y la desecación por pelos y concavidades. Esto hace que durante las horas más cálidas y los días más secos, los estomas estén cerrados, para evitar excesivas pérdidas de agua a hojas y raíces. 
Pero para asegurar mejor que el agua no se pierda por difusión a través de las paredes de la hoja, las plantas han desarrollado más estrategias. Por un lado, han fortalecido e impermeabilizado las hojas con un tejido muy resistente denominado esclerénquima, que imposibilita la pérdida de agua que no sea por los estomas. Las hojas con este tipo de adaptación se denominan hojas esclerófilas. Por otro lado, para evitar un excesivo calentamiento del tejido vegetal en las horas que la planta no transpira, la hoja reduce su superficie absoluta y también la relación que tiene con el volumen de la hoja (relación superficie/volumen que tiene su óptimo en las formas esféricas o bien cilíndricas). Hay que pensar que cuando se transpira hay una pérdida neta de energía calorífica y esto redunda en una refrigeración activa de la hoja. Esto hace que las hojas de la planta sean pequeñas y planas o bien largas y cilíndricas (o bien recurvadas como en el romero). Ejemplos de estas adaptaciones son los arbustos dominantes en el fynbos surafricano o el chaparral californiano.
Otra adaptación al exceso de temperatura es el recubrimiento por una densa capa de pelos blancos y lanosos que aíslan a la planta de las temperaturas extremas y reflejan los rayos solares, evitando así el máximo el absorción de calor.
Una adaptación extrema que tienen las plantas de climas áridos es la suculencia. Este es un fenómeno que presentan muchas familias diferentes de plantas crasas (Cactáceas, Agaváceas, Crasuláceas, Asclepiadáceas, Bromeliáceas, Liliáceas, etc). Todas ellas tienen la característica de presentar una gran reserva de agua que engrosa tallos y hojas, volviéndolos al tacto blandos y turgentes.
Este almacén de agua proporciona a la planta una relativa autosuficiencia y la previene para largas épocas de sequía. Además, ésta separa en el tiempo las dos fases de la fotosíntesis (captación de CO2 y captación de luz), lo que permite poder tener cerrados los estomas de día (no hace falta tenerlos abiertos para que capten luz los cloroplastos) y abrirlos por la noche para almacenar el CO2 que al día siguiente servirá por poder cumplir la fotosíntesis. La ventaja de abrir los estomas por la noche es que la temperatura es más fría y por tanto la transpiración disminuye, evitando así pérdidas excesivas de agua. El mecanismo descrito también es propio de las plantas de metabolismo C4.